# Catharus
Catharus és un gènere d'aus de la família dels túrdids (Turdidae). Les espècies d'aquest gènere estan àmpliament distribuïdes per tot Amèrica. Alguns són migrants i passen l'hivern en Amèrica del Sud, després d'haver passat l'estiu al Nord.

## Descripció
Les espècies existents estan àmpliament distribuïdes per Amèrica i descendeixen d'un avantpassat comú que va viure fa 4-6 milions d'anys. La majoria de les espècies són tímides dels humans, poques vegades abandonen la coberta de la densa vegetació forestal, on les seves activitats estan ocultes a la vista. Per tant, molts aspectes fonamentals de la seva biologia i històries vitals són poc conegudes.
Els Catharus són petits ocells cantaires omnívors que, com l'espècie germana, la griveta boscana (Hylocichla mustelina), presenten una varietat d'hàbits migratoris i no migratoris. Diverses espècies són migrants de llarga distància que es reprodueixen a Amèrica del Nord i "hivernen" en els Neotròpics. L'àrea de reproducció d'una espècie migratòria, la griveta de Mèxic (C. minimus), s'estén fins a l'est de Sibèria. La resta d'espècies migratòries estan restringides a les Amèriques, tot i que hi ha registres d'exemplars divagants (ocasionals) en migració a Europa i al nord-est d'Àsia. Les espècies no migratòries són residents del regne neotropical.

## Sistemàtica
Històricament, les espècies migratòries i residents es van classificar en dos gèneres: Hylocichla i Catharus respectivament. Tanmateix, estudis moleculars indiquen que la griveta ermitana (C. guttatus) està més estretament relacionada amb tres espècies neotropicals (C. occidentalis, C. gracilirostris i C. frantzii) que amb les espècies migratòries de llarga distància, a les quals tenen semblances superficials. Aquest patró d'homoplàsia pot ser el resultat de dos orígens independents de migració en el gènere i de l'evolució convergent dels caràcters fenotípics associats amb la migració.
La taxonomia de Catharus data del segle XVIII i té una història confusa resultant de múltiples espècies críptiques, compostos taxonòmics, espècies mal identificades i altres errors històrics.
El nom Catharus, descrit per Charles Lucien Bonaparte, deriva del grec antic «καθαρός (katharós)» que significa “pur” o “net”, i es refereix al plomatge de la griveta de bec taronja (C. aurantiirostris).
La delimitació d'espècies a Catharus continua sent un tema d'estudi actiu i s'ha proposat i/o adoptat múltiples divisions taxonòmiques des de la segona meitat del segle xx, per reconèixer espècies críptiques que han estat ignorades durant molt de temps. Per exemple, l'evidència que dóna suport a la divisió de C. frantzii i C. occidentalis es va publicar el 1969; l'evidència que dóna suport a la divisió de C. bicknelli i C. minimus es va publicar el 1993; més recentment, l'evidència que dóna suport a la divisió de C. dryas i C. maculatus es va publicar el 2017. Els tàxons germans C. ustulatus i C. swainsoni també han estat tractats com a espècies per alguns autors.
Les grivetes, venerades pels bells cants, han estat comparades durant molt de temps amb el rossinyol comú (Luscinia megarhynchos). Theodore Roosevelt va comentar una vegada que: "En melodia, i sobretot en aquella melodia més fina i aguda on els acords vibren amb el toc de la tristesa eterna, [L. megarhynchos] no pot classificar-se amb cantants com la griveta boscana i la griveta ermitana. La bellesa serena i etèria del cant de l'ermitana, que puja i baixa a través de la quieta tarda sota els arcs dels boscos de muntanya que han perdurat des de temps eterns".
Un estudi publicat el 2014 va presentar proves que els cants de la griveta ermitana, com la música humana, tendeixen a construir-se amb relacions de freqüència que s'expressen com a relacions matemàtiques simples i segueixen la sèrie harmònica.
Segons la classificació del IOC (versió 15.1, 2025) hom distingeix 13 espècies:
- Catharus dryas - griveta encaputxada.
- Catharus maculatus - griveta capnegra.
- Catharus aurantiirostris - griveta de bec taronja.
- Catharus mexicanus - griveta galtagrisa.
- Catharus fuscater - griveta fumada.
- Catharus ustulatus - griveta costanera.
- Catharus gracilirostris - griveta becnegra.
- Catharus guttatus - griveta ermitana.
- Catharus occidentalis - griveta de Swainson.
- Catharus frantzii - griveta de capell rogenc.
- Catharus minimus - griveta de Mèxic.
- Catharus bicknelli - griveta de Bicknell.
- Catharus fuscescens - griveta canyella.